# Jean-François Coulomme
Jean-François Coulomme, né le 1er avril 1966 à Paris, est un homme politique français, élu député de la quatrième circonscription de la Savoie en 2022. Membre de La France insoumise (LFI), il est également conseiller municipal de la commune des Déserts depuis 2020.

## Vie personnelle et professionnelle
Jean-François Coulomme est né le 1er avril 1966, d'un père facteur et d'une mère standardiste dans les télécommunications. Petit-fils de réfugiés espagnols (son grand-père, communiste, était soldat dans l'armée républicaine), il exerce la profession de commercial dans les secteurs du bâtiment et des énergies renouvelables.[réf. souhaitée]

## Loisirs
Jean-François Coulomme est musicien. Passionné de musique de chambre et d'ensembles de cuivres, il pratique le violoncelle et l'euphonium. Il a créé la fanfare des Déserts.

## Engagement politique
Il co-anime La France insoumise à Chambéry depuis 2016, et est élu en 2020 conseiller municipal des Déserts (15e position sur 15), où il habite depuis 25 ans. Au sein de l'agglomération de Grand Chambéry, il siège aux commissions déchets et urbanisme.
Aux élections départementales de 2021, il est candidat aux côtés de Lolita Panchen pour la liste Ensemble pour une Savoie Écologique, Démocratique et Solidaire et obtient 23 % des suffrages exprimés au premier tour,, et n'est, en conséquence, pas élu.
Dans une interview, il indique avoir été averti des intentions de la France Insoumise Savoie dès 2020 : « j’ai été requis, je savais que j’allais être candidat et chef de file ».
Il est le candidat NUPES, aux élections législatives dans la quatrième circonscription de la Savoie, et arrive en tête au premier tour avec 34,85% des suffrages exprimés. Au second tour, il devance le député sortant, Patrick Mignola, président du Groupe MoDem à l'Assemblée nationale, et est élu avec 50,85% des voix.

## Résultats électoraux

### Élections législatives
| Année | Parti  | Parti | Circonscription | 1er tour | 1er tour | 1er tour | 2d tour | 2d tour | 2d tour | Issue |
| Année | Parti  | Parti | Circonscription | Voix     | %        | Rang     | Voix    | %       | Rang    | Issue |
| ----- | ------ | ----- | --------------- | -------- | -------- | -------- | ------- | ------- | ------- | ----- |
| 2022  |        | LFI   | 4e de la Savoie | 13 476   | 34,40    | 1er      | 18 083  | 50,85   | 1er     | Élu   |
| 2024  | 20 164 | LFI   | 4e de la Savoie | 36,61    | 29 313   | 1er      | 59,02   |         | 1er     | Élu   |

### Élections départementales
| Année | Parti | Parti | Canton             | Binôme         | 1er tour | 1er tour | 1er tour | 2d tour | 2d tour | 2d tour | Issue |
| Année | Parti | Parti | Canton             | Binôme         | Voix     | %        | Rang     | Voix    | %       | Rang    | Issue |
| ----- | ----- | ----- | ------------------ | -------------- | -------- | -------- | -------- | ------- | ------- | ------- | ----- |
| 2021  |       | UG    | Saint-Alban-Leysse | Lolita Panchen | 1 478    | 22,96    | 3e       |         |         |         | Battu |

## Note et référence

### Note
1. ↑  sans le Parti socialiste

### Référence
1. ↑  « Législatives : Jean-François Coulomme l'emporte dans la 4e circonscription de la Savoie », La Vie nouvelle, 19 juin 2022 (consulté le 20 juin 2022).
2. 1 2  Jérôme Bois, « Législatives : Jean-François Coulomme, pétillant insoumis », sur Le Petit Reporter, 31 mai 2022 (consulté le 9 juillet 2024)
3. ↑  « COULOMME Jean-François » [archive du 23 janvier 2023], Grand Chambéry
4. ↑  « "ENSEMBLE pour une Savoie écologique, démocratique et..." », PCF 73, 7 mai 2021 (consulté le 9 juillet 2024)
5. ↑  Yann Gonon, « Elections départementales 2021 : en Savoie, tous les résultats du premier tour dans votre canton », sur France 3 Régions, 20 juin 2021 (consulté le 9 juillet 2024)
6. ↑  « Savoie : la Nouvelle union populaire écologique et sociale dévoile ses premiers candidats », Le Dauphiné libéré, 9 mai 2022 (consulté le 9 juillet 2024)
7. ↑  Perrine Coulon, « Savoie : Jean-François Coulomme (Nupes) crée la surprise dans la 4e circonscription, plus de 3 200 voix devant le sortant Patrick Mignola », Le Dauphiné libéré, 12 juin 2022 (consulté le 9 juillet 2024)
8. ↑  « Savoie : Patrick Mignola n'abandonnera pas la politique, malgré sa défaite », Le Dauphiné libéré, 19 juin 2022 (consulté le 9 juillet 2024)